# Lewiston (Nowy Jork)
Lewiston – miasto w Stanach Zjednoczonych, w stanie Nowy Jork, w hrabstwie Niagara.